# Навозник смолистый
Наво́зник смоли́стый (лат. Coprinopsis picacea) — гриб семейства Навозниковые (Coprinaceae). Несъедобен из-за неприятного запаха, возможно, ядовит. 
Научные синонимы:
- Agaricus picaceus Bull. 1785 basionym
- Coprinus picaceus (Bull.) Gray 1821

Русские синонимы:
- Навозник соро́чий
- Навозник пёстрый

## Описание
По форме плодовых тел похож на навозник белый (Coprinus comatus).
Шляпка удлинённо-яйцевидной, затем колокольчатой формы, диаметром 6—10 см. У молодого гриба шляпка покрыта белым войлочным покрывалом), которое при росте разрывается на отдельные хлопьевидные чешуйки и открывает кожицу тёмно-коричневой или почти чёрной окраски.
Мякоть белая или светлая, под кожицей шляпки очень тонкая, коричневая, в ножке волокнистая и ломкая, с неприятным смолистым запахом.
Ножка высотой 10—20 см, если гриб вырастает из-под толстого слоя лиственного опада, может удлиняться до 25—30 см, диаметр её 1—2 см. Форма ножки цилиндрическая, обычно прямая, полая, суженная наверху и с утолщением в основании. Поверхность белая с тонким шерстистым налётом, кольцо отсутствует.
Пластинки вначале белые или розоватые, свободные, очень частые, шириной до 1 см. При созревании чернеют и расплываются (аутолиз).
Споровый порошок почти чёрный, споры 16×11,5×9,5 мкм, с порой.

## Экологияи распространение
Сапротроф, растёт в лиственных лесах, чаще всего в буковых, на богатой, удобрённой почве или на трухлявой древесине. Предпочитает известковые почвы и тенистые, но сухие места. Распространён в Европе, более характерен для северных регионов. Плодоносит одиночно или небольшими группами, иногда появляется массово.
Сезон август — ноябрь.

## Сходные виды
Условно съедобный:
- Навозник белый (Coprinus comatus). Молодые экземпляры навозника пёстрого иногда похожи на этот гриб, но обычно их трудно спутать.

Несъедобные:
- Навозник пепельно-серый (Coprinopsis cinerea) меньших размеров, растёт на навозе. Имеет серо-чёрную шляпку с белыми чешуйками на верхушке.